# Teresa Ribera
Teresa Ribera Rodríguez, född 19 maj 1969 i Madrid i Spanien, är en politiker. Hon är medlem i Spanska socialistiska arbetarpartiet (PSOE) och har haft haft ministerposter i José Luis Rodríguez Zapatero och Pedro Sánchezs regeringar. Hon har varit förste vice verkställande ordförande för och kommissionär för en ren, rättvis och konkurrenskraftig omställning i Europeiska kommissionen sedan 1 december 2024.

## Utbildning och arbetsliv
Ribera studerade vid Universidad Complutense de Madrid och tog kandidatexamen i juridik och fortsatte sedan med studier med inriktning mot konstitutionell rätt och politisk vetenskap vid Centro de Estudios Políticos y Constitucionales.
Hon har undervisat vid Universidad Autónoma de Madrid som biträdande professor vid institutionen för offentlig rätt och filosofi. Hon har haft olika befattningar inom den nationella administrationen, såsom chef för avdelningen för samordning av standarder vid Ministeriet för transport, mobilitet och urbana program och teknisk rådgivare vid miljöministeriet.

## Statssekreterare
Ribera var chef för sektionen för genomförande, utveckling och samordning vid det spanska kontoret för klimatförändringar och befordrades till att bli direktör för hela kontoret i februari 2005 av minister Cristina Narbona. Hon befordrades igen i november 2006 då hon utsågs till verkställande direktör för organisationen. Hon lämnade denna post i april 2008 då hon utsågs till statssekreterare för klimatförändringar av miljöminister Elena Espinosa, i regeringen Zapatero II. Hon behöll posten till valet 2011 då regeringen efterträddes av en konservativ ledd av Mariano Rajoy.

## Med internationella organ
Efter att ha lämnat sin post som statssekreterare kom hon att istället sitta på ledande positioner i internationella organisationer som Förenta nationernas Sustainable Development Solutions Networks (SDSN-SEA), ett klimatbedömningsråd för World Economic Forum, Momentum For Change vid United Nations Framework Convention on Climate Change. I september 2013 började hon arbeta med Institut du développement durable et des relations internationales (IDDRI) i Paris och blev sedan dess chef från juni 2014.

## Politiska uppdrag
Inför det spanska parlamentsvalet i december 2015, kallades hon av den socialistiska kandidaten Pedro Sánchez att ingå i den grupp som ansvarade för att utarbeta det politiska programmet för PSOE. Med skuggkabinettet som förebild skapas en skuggregering där Teresa Ribera var skugghålbarhetsminister.
Ribera utsågs till minister för ekologisk omställning av Pedro Sánchez efter utsågs till statsminister efter att en misstroendeförklaring  mot Mariano Rajoy gått igenom  1 juni 2018.
I det tidiga allmänna valet 28 april 2019 placerades hon på fjärde plats på PSOE:s lista (som leddes av Pedro Sánchez). I regeringen Sánchez II utsågs hon till fjärde vicestatminister i regeringen och befogenheter utökade till att bekämpa utflyttningen från landsbygden i januari 2020, avgick hon från kongressen följande månad för att förhindra att hennes regeringsverksamhet skulle hindra henne från att rösta i plenarsammanträden, i enlighet med en instruktion från Pedro Sánchez. I samband med omorganisationen i juli 2021 befordrades hon till tredje vice statsminister.
Vid valet 23 juli 2023 placeras hon på andra plats på PSOE:s valsedel i valkretsen Madrid, efter Pedro Sánchez. Hon bekräftades i regeringen den 20 november och ingick därmed i den grupp av sex ministrar som hade följt Pedro Sánchez sedan han blev statsmininster.. Den 1 december samma år avgick hon från sitt mandat som parlamentsledamot för att kunna koncentrera sig på sina regeringsuppdrag. och ersattes av Javier Rodríguez.

## Europapolitik
Den 24 april 2024, meddelade PSOE att Teresa Ribera skulle leda partiets lista vid EU-valet i juni 2024. Partiet kom tvåa i valet med cirka 30 % av rösterna och 20 ledamöter i Europaparlamentet, en nedgång med cirka 3 procentenheter jämfört med 2019 och nära fyra procentenheter efter Partido Populars lista ledd av Dolors Montserrat. Den 26 juni gjorde hon klart att hon inte skulle inta sin plats för att kunna fortsätta att ingå i regeringen.
Då hon presenterades att leda partiets lista stöddes hon också som en framtida spanska Europakommissionären Hon nominerades 17 september av Ursula von der Leyen som vice ordförande för kommissionen med ansvar för en ren, rättvis och konkurrenskraftig omställning.. Hon utfrågades av Europaparlamentet den 12 november och tillträdde den 11 december 2024.

## Utmärkelser
År 2021 rankade Politico henne bland de 28 mäktigaste europeiska personerna i Europa och pekade ut henne i kategorin "Doers".